# Arco di Santa Maria
L'Arco di Santa Maria a Burgos, in Spagna, è una delle dodici porte medievali che la città aveva durante il medioevo.

## Storia

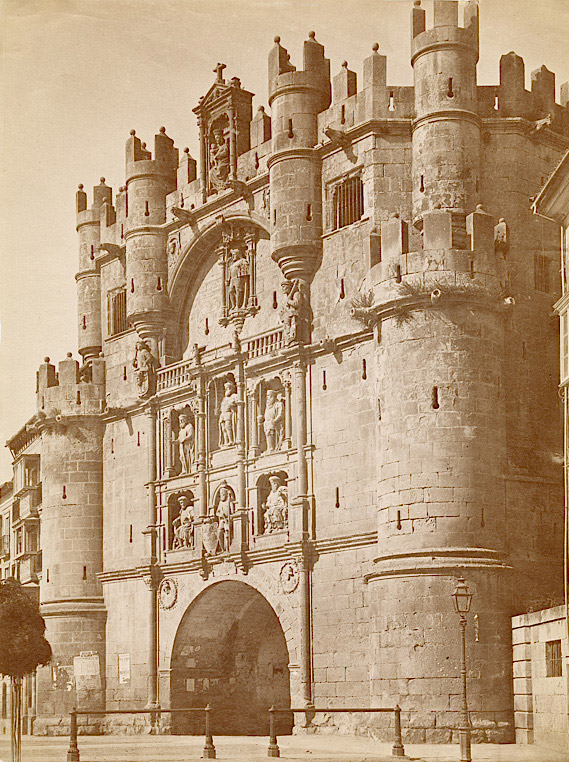
Arco di Santa Maria, Burgos di Juan Laurent, c. 1863, Department of Image Collections, National Gallery of Art Library, Washington

Fu ricostruita dall'Imperatore del Sacro Romano Impero, Carlo V, durante il XVI secolo dopo che i governanti locali della città lo sostennero durante la Rivolta dei comuneros. Sulla facciata dell'arco compaiono persone importanti per la città di Burgos e per la Castiglia, come Diego Rodríguez Porcelos, il fondatore della città; i due primi Giudici di Castiglia: Laín Calvo e Nuño Rasura; El Cid; Fernán González; e lo stesso Carlo V.
È stato aggiunto all'elenco dei beni di interesse culturale nel 1943.
Conjunto Histórico

## Descrizione
L'interno dell'edificio è aperto al pubblico e ospita mostre d'arte temporanee, un grande murale dell'artista di Burgos José Vela Zanetti e una mostra di attrezzature farmaceutiche antiche.

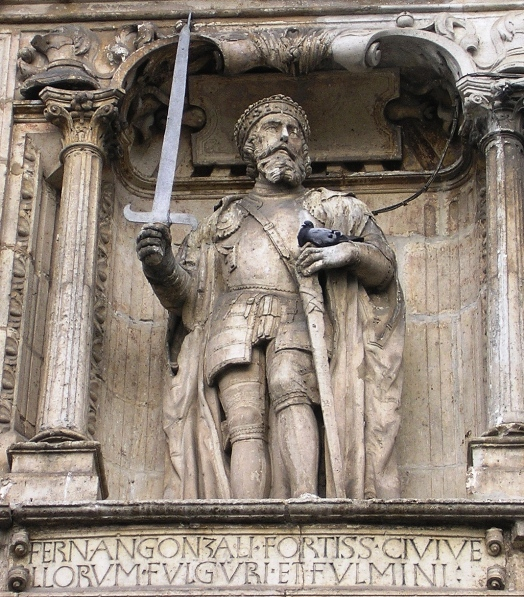
Dettaglio della facciata, statua di Fernán González.
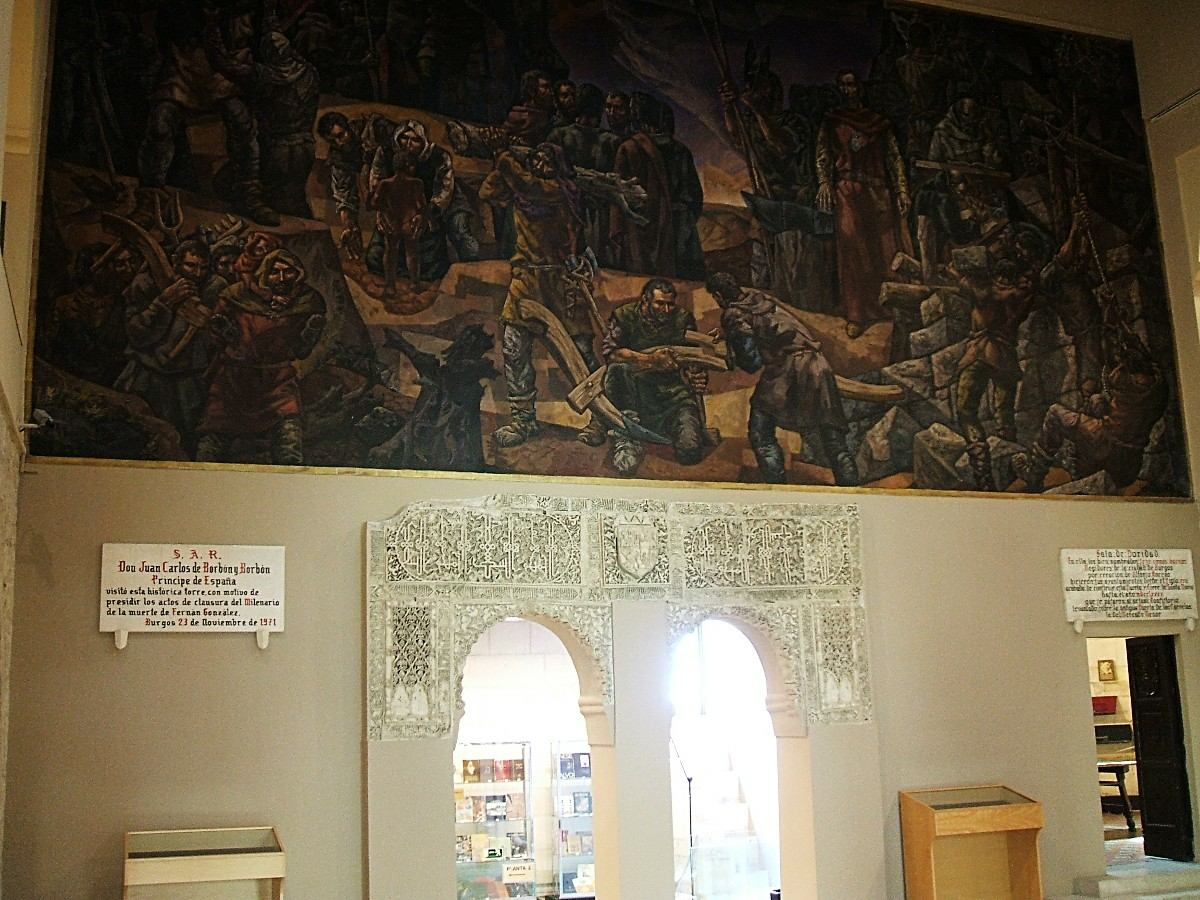
Yeseria e murale di Vela Zanetti.
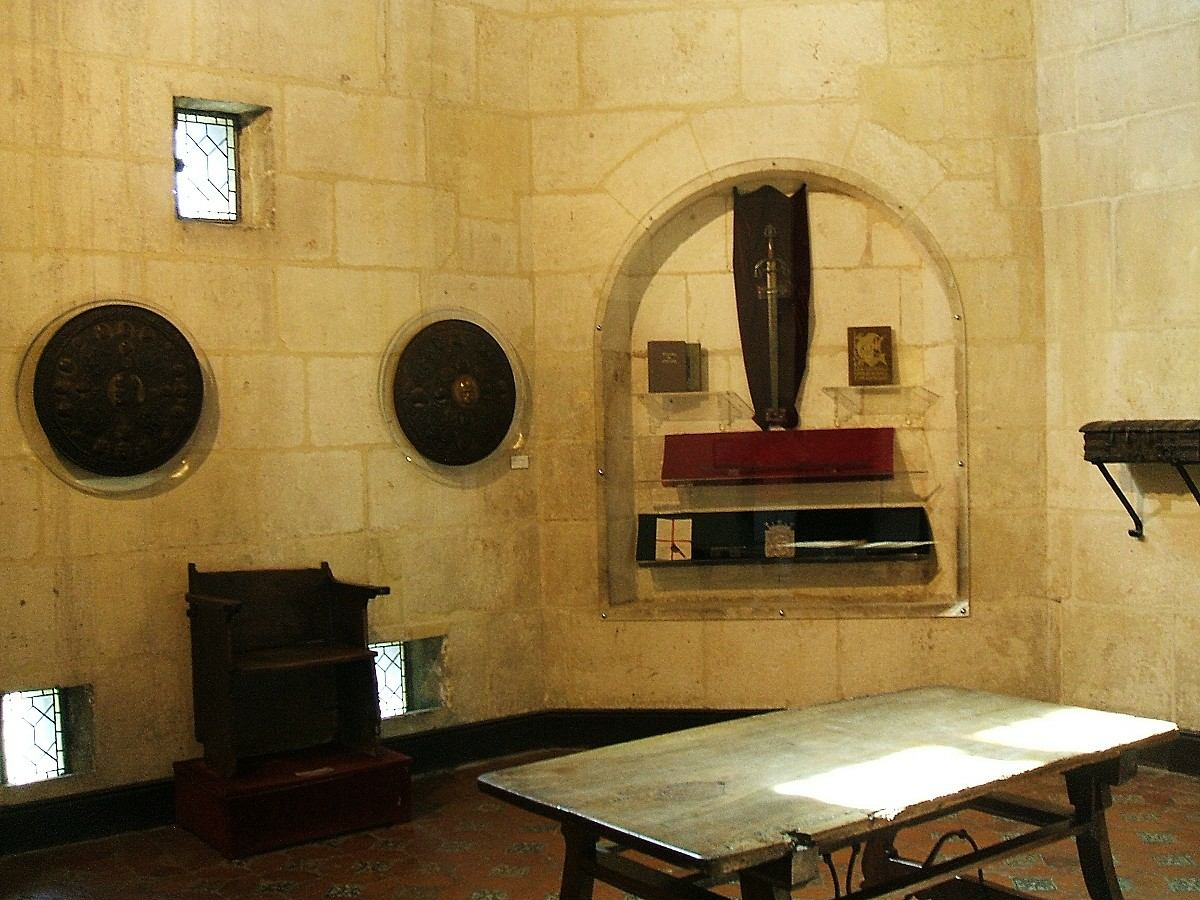
Sala de Poridad.
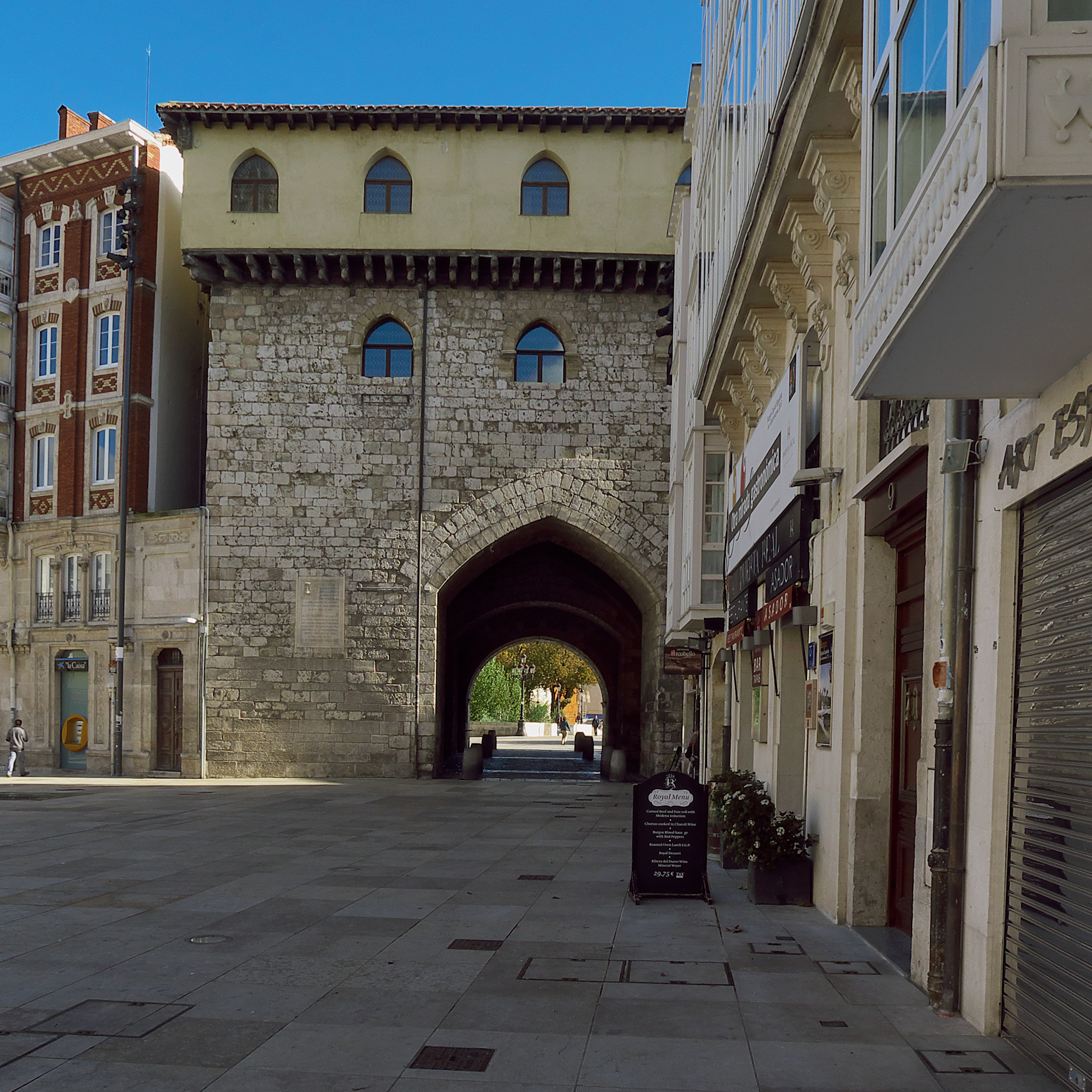
Facciata interna.
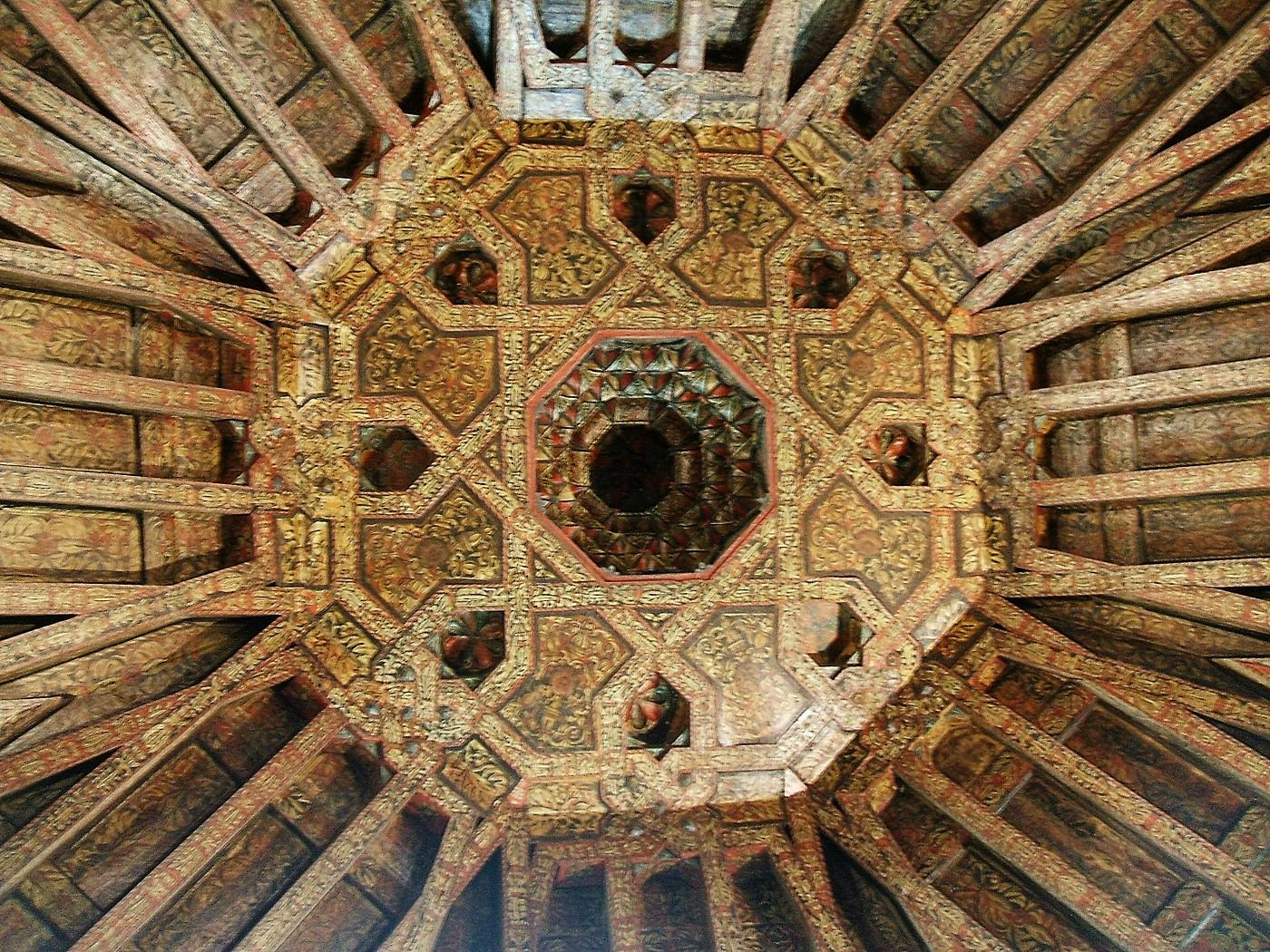
Sala de Poridad, soffitto in Arte mudéjar.
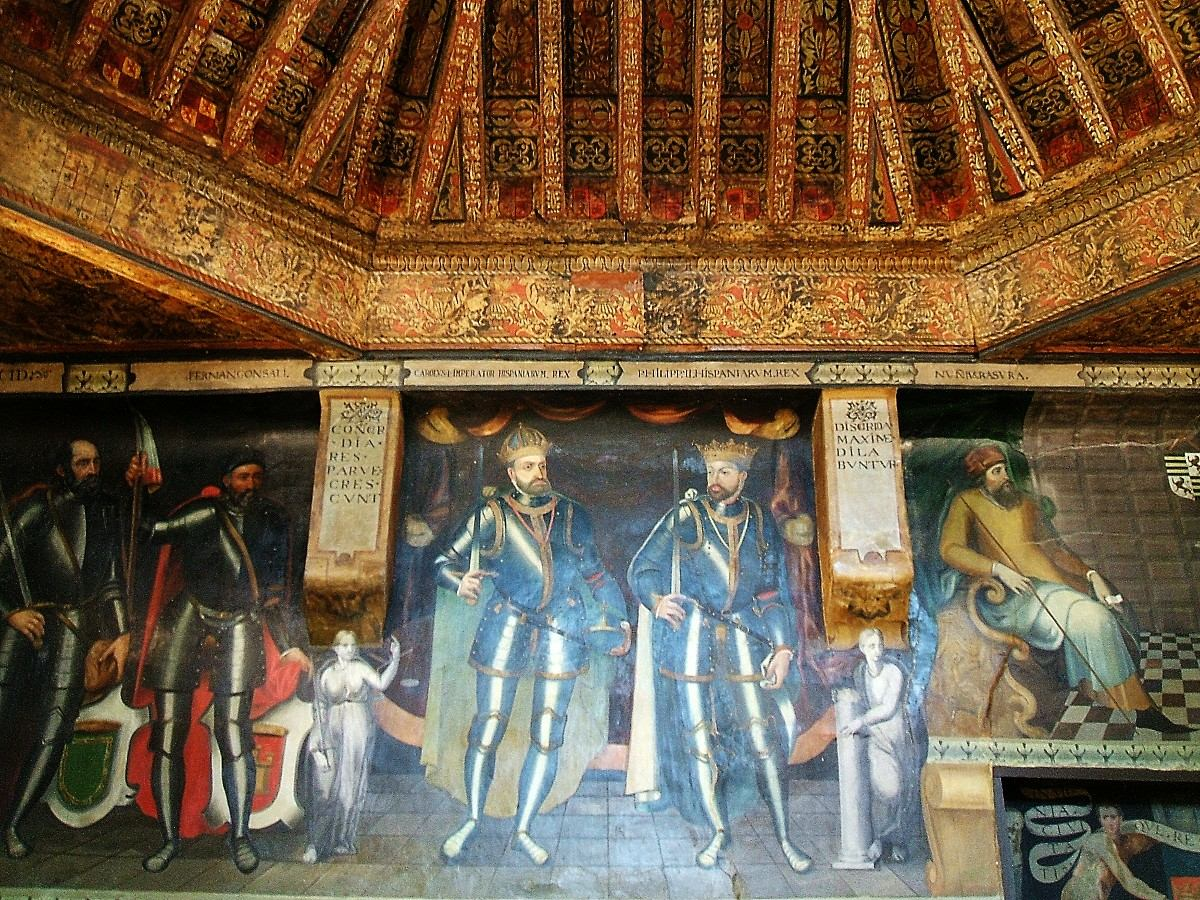
Sala de Poridad, dipinti e soffitto.
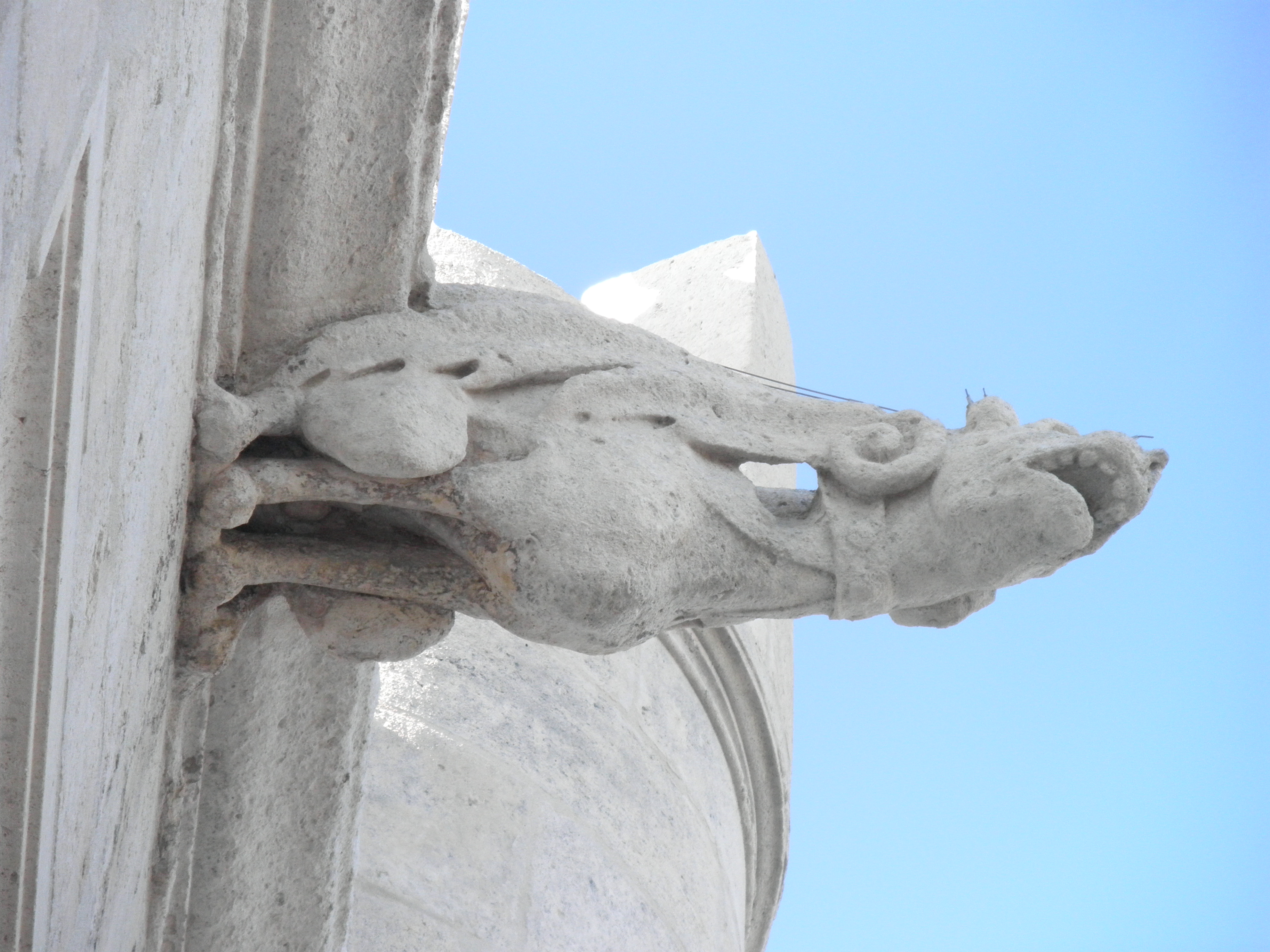
Dettaglio di una Gargolla della facciata.
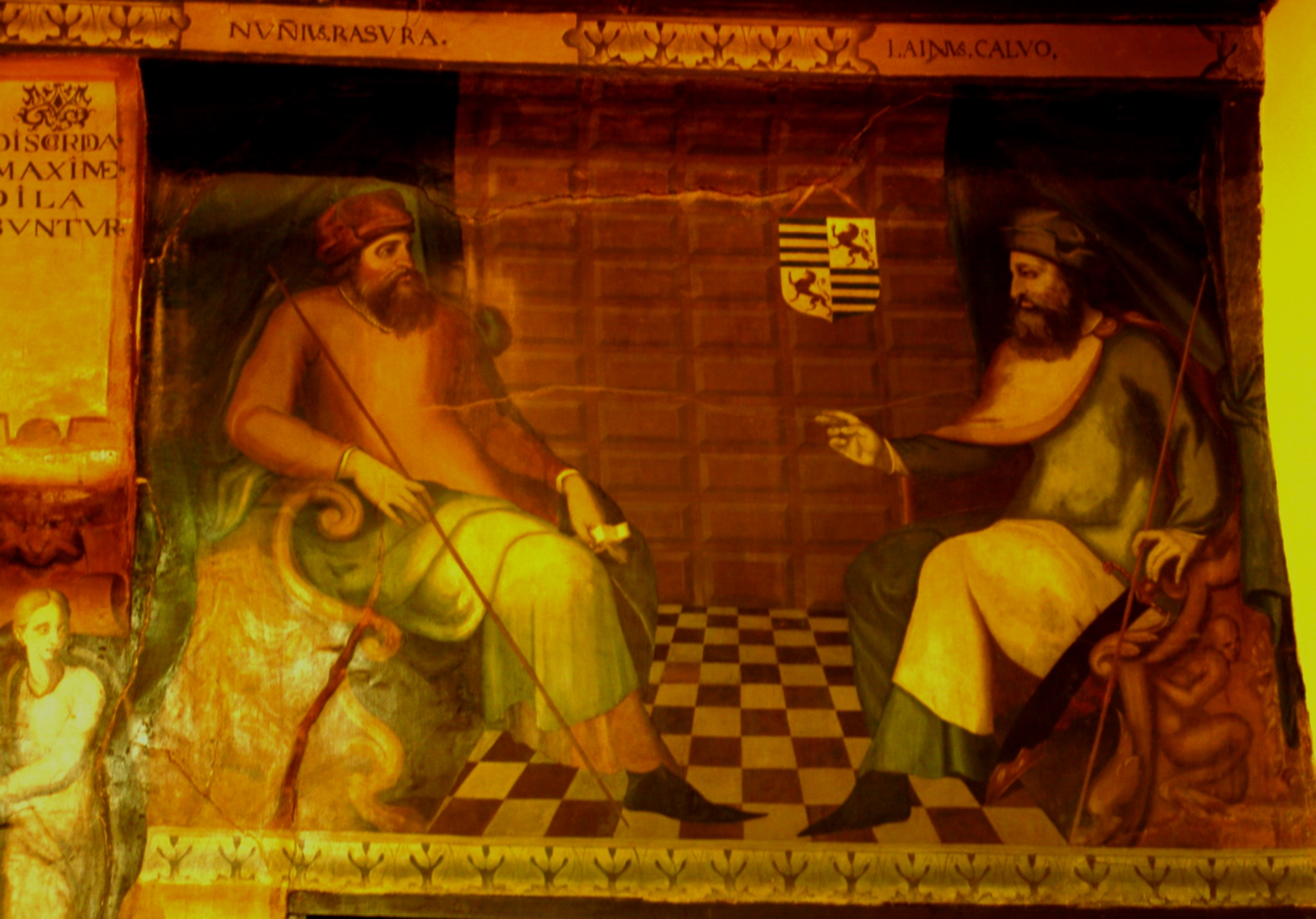
Rappresentazione de Laín Calvo e Nuño Rasura nella Sala de Poridad.